# Carl von Holstein

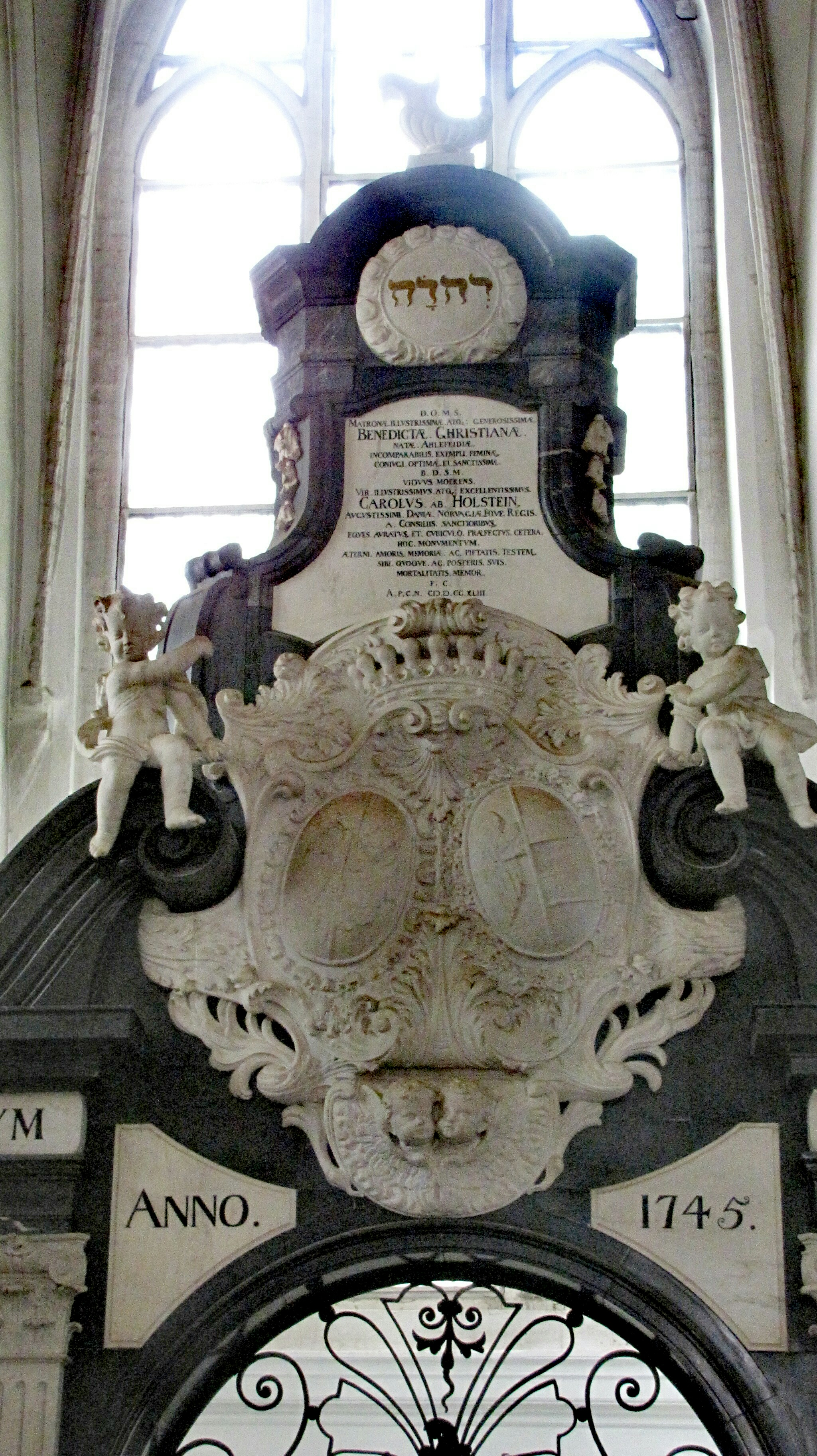
Grabkapelle in der Aegidienkirche in Lübeck

Carl von Holstein (* 16. Februar 1700 in Oldenburg; † 6. Februar 1763 in Kopenhagen) war ein dänischer Staatsmann.

## Leben

### Herkunft und Familie
Carl von Holstein war Angehöriger eines dänischen Zweiges des norddeutschen Adelsgeschlechts Holstein. Seine Eltern waren der dänische Geheime Rat und Oberlanddrost Johann Georg von Holstein (1662–1730) und Ida Frederikke Joachime, geborene von Bülow (1677–1725).
Der dänische Kanzler Johan Ludvig von Holstein (1694–1763) sowie die beiden dänischen Amtsmänner Frederik Vilhelm von Holstein (1703–1767) und Georg Frederik von Holstein (1717–1772) waren seine Brüder.
Er vermählte sich 1735 mit Hedevig Benedicte Christine von Ahlefeldt (1708–1741) und 1748 ein weiteres Mal mit Dorothea Anna Margrethe, geborene von Ahlefeldt († 1759), verwitwete Carl Ludwig Pincier Freiherr von Königstein (1701–1742). Aus der ersten Ehe stammt der Sohn Christian Friedrich von Holstein (1741–1798), dänischer Kammerherr sowie Erbherr auf Fauerwraa und Perdöl.

### Werdegang
Holstein studierte von 1717 bis 1718 in Heidelberg. 1719 wurde er Kammerjunker bei Prinz Carl. Nachdem er sich in Leyden immatrikuliert und auch in Paris studiert hatte, wurde er 1722 Kammerjunker des Königs Friedrich IV. 1730 avancierte er zum Kammerherrn und wurde 1731 Landrat und Oberster Rat von Gottorp. Hostein war 1735 erster Deputierter der Rentekammer Schleswig-Holsteins und wurde im selben Jahr Weißer Ritter des Dannebrogordens. Es folgte 1741 die Ernennung zum Geheimrat. Zwischen 1742 und 1745 ließ er eine Grabkapelle in der Aegidienkirche in Lübeck errichten. Er war von 1744 bis 1746 außerordentlicher Gesandter in St. Petersburg, wo er am 10. Juni 1746 den Bündnisvertrag zwischen Russland und Dänemark abschloss. Nach seiner Rückkehr wurde er noch 1746 zum Amtmann in Stapelholm und Mårkjær im Amt Gottorp berufen. Holstein war Oberkriegssekretär für die Seestreitkräfte im Zeitraum von 1746 bis 1763 und seit 1747 auch Präsident des Kollegiums der Admiralität, erhielt schließlich im selben Jahr den Orden de l’Union parfaite. 1752 erhielt erden Elefanten-Orden und wurde so Blauer Ritter. In den Jahren 1752 bis 1760 war er  Besitzer des Landhauses Retraite in Skodsborg.